# Jasseron

Jasseron este o comună în departamentul Ain din estul Franței.